# Vierzehnheiligen (Bad Staffelstein)

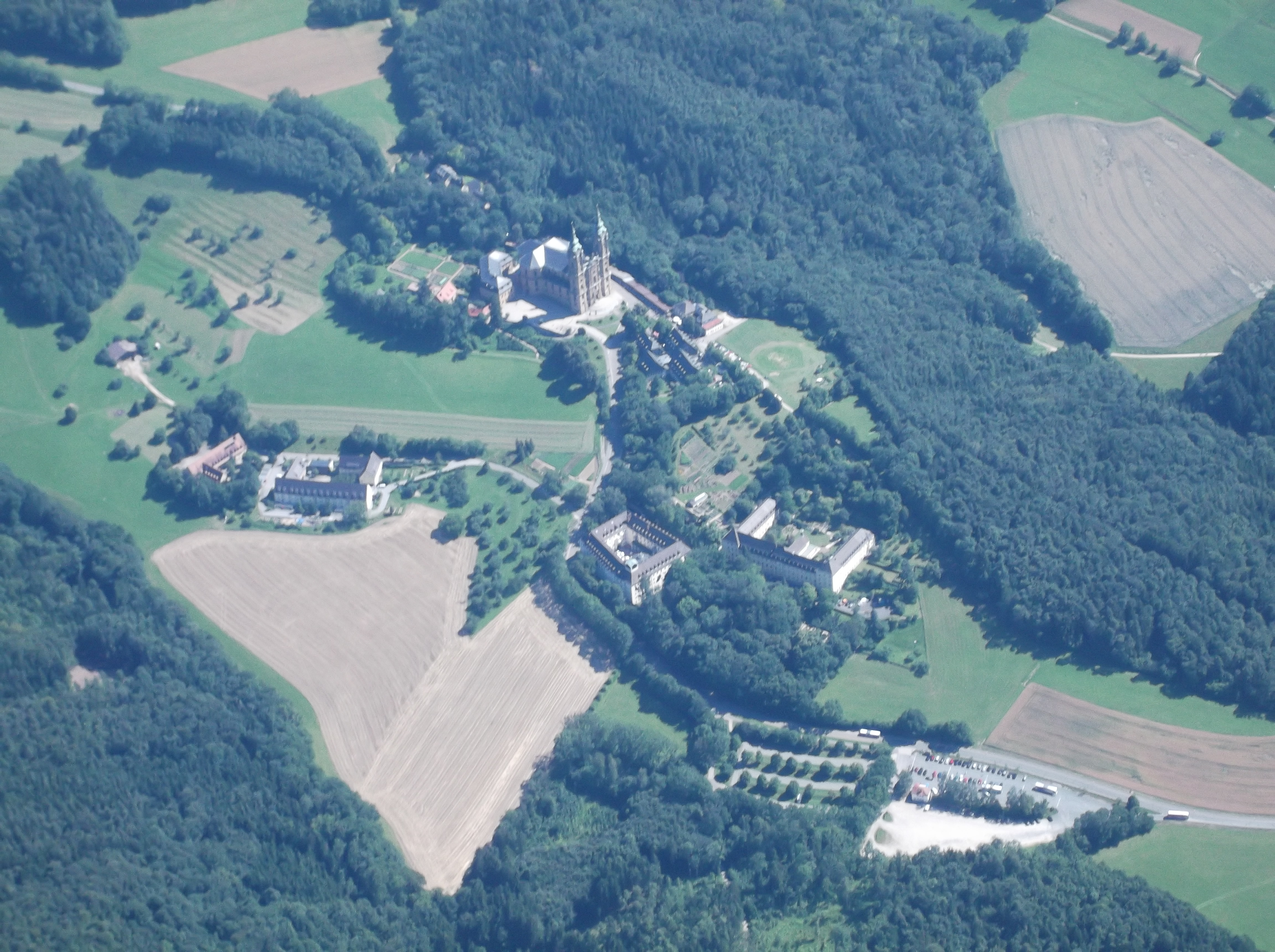
Luftaufnahme Vierzehnheiligen

Vierzehnheiligen ist ein Stadtteil von Bad Staffelstein im Landkreis Lichtenfels, Oberfranken.

## Geographie
Nordöstlich des Ortes liegt der Naturwald Vierzehnheiligen.
In Vierzehnheiligen befinden sich neben der namensgebenden Wallfahrtskirche ein Franziskanerkloster, zwei Bildungshäuser der Erzdiözese Bamberg (Diözesanhaus und Haus Frankenthal mit Wallfahrergaststätte Goldener Hirsch), der Gasthof Goldener Stern und die Alte Klosterbrauerei, jetzt Brauerei Trunk. Außerdem haben dort eine Berufsfachschule für Ernährung und Versorgung und eine Berufsfachschule für Kinderpflege mit Wohnheim ihren Sitz. Ende 2014 hatte der Ort 108 Einwohner. Auf der anderen Seite des Maintales liegt gegenüber von Vierzehnheiligen das Kloster Banz. Durch Vierzehnheiligen verläuft der Fränkische Marienweg.